# Liste der Botschafter der Vereinigten Staaten in Nordmazedonien
Die Liste der Botschafter der Vereinigten Staaten in Nordmazedonien bietet einen Überblick über die Leiter der US-amerikanischen diplomatischen Vertretung in Nordmazedonien seit der Aufnahme diplomatischer Beziehungen in Folge der Unabhängigkeit von Jugoslawien im Jahre 1991.

## Botschafter

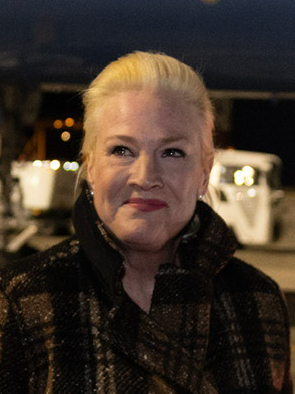
Angela P. Aggeler, derzeitige US-Botschafterin in Skopje

| Amtszeit   | Name                | Anmerkung                                    |
| ---------- | ------------------- | -------------------------------------------- |
| 1994–1996  | Victor D. Comras    | Chief of Mission                             |
| 1996–1999  | Christopher R. Hill | erster Botschafter der USA in Nordmazedonien |
| 1999–2002  | M. Michael Einik    |                                              |
| 2002–2005  | Lawrence Butler     |                                              |
| 2005–2008  | Gillian Milovanovic |                                              |
| 2008–2011  | Philip Reeker       |                                              |
| 2011–2015  | Paul D. Wohlers     |                                              |
| 2015–2019  | Jess L. Baily       |                                              |
| 2019– 2022 | Kate Marie Byrnes   |                                              |
| 2022–      | Angela P. Aggeler   |                                              |